# Nižné Ladičkovce
Nižné Ladičkovce (en húngaro: Alsólászlófalva) es un municipio del distrito de Humenné en la región de Prešov, Eslovaquia, con una población estimada a final del año 2024 de 321 habitantes.
Se encuentra ubicado al sureste de la región, cerca de los ríos Cirocha y Laborec (cuenca hidrográfica del río Tisza) y de la frontera con la región de Košice.

## Demografía
| Año        | 1994 | 2004    | 2014    | 2024    |
| ---------- | ---- | ------- | ------- | ------- |
| Población  | 344  | 365     | 353     | 321     |
| Diferencia |      | +6,10 % | −3,28 % | −9,06 % |

| Año        | 2023 | 2024    |
| ---------- | ---- | ------- |
| Población  | 325  | 321     |
| Diferencia |      | −1,23 % |